# 방황하는 칼날 (2014년 영화)
"방황하는 칼날"은 2014년에 개봉한 대한민국의 영화이다.

## 캐스팅
- 정재영 : 이상현 역
- 이성민 : 장억관 역
- 서준영 : 박현수 역
- 이수빈 : 이수진 역
- 이주승 : 조두식 역
- 최상욱 : 김민기 역
- 김지혁 : 김철용 역
- 김홍파 : 구 팀장 역
- 김대명 : 양태섭 역
- 정석용 : 민기 부 역
- 박명신 : 민기 모 역
- 김현 : 철용 모 역
- 조연호 : 철용 부 역
- 김선화 : 미진 모 역
- 민경진 : 부검의 역
- 장명갑 : 감식반 역
- 송재룡 : 강 형사 역
- 연수진 : 연희 역
- 이중옥 : 상현 직장 과장 역
- 박건락 : 상현 직장 동료 2 역
- 박성근 : 감사과 1 역
- 이수경 : 민기반 여학생 역
- 신동기 : 거리 가출남 1 역
- 박귀순 : 학교 옹호 선생 역
- 이진성 : 화장실 구타학생 1 역
- 정형석 : 서울형사 1 역
- 윤종인 : 서울형사 2 역
- 김태준 : 서울형사 3 역
- 이지석 : 알펜시아 대학생 1 역
- 오정세 : 무전 (목소리) 역 (우정출연)